# Agrostis blasdalei
Agrostis blasdalei é uma espécie de gramínea do gênero Agrostis, pertencente à família Poaceae.